# Atticus
Ne doit pas être confondu avec Atticus le Platonicien.
Titus Pomponius Atticus (fin 110 – 31 mars 32 av. J.-C.) est un chevalier romain et un riche homme d'affaires. Il est aussi un grand propriétaire terrien en Épire, un éditeur de livres et un courtier en objets d’art pour ses amis fortunés. Il est même propriétaire d'une école de gladiateurs  dont il loue les services aux cités qui organisent des fêtes.
Son nom reste attaché à Cicéron dont il fut l’éditeur, l’ami fidèle et le confident. « Plus que de tous les autres, Atticus a été aimé de Cicéron qui n’eut pas même pour son frère Quintus une affection plus vive et plus étroite » dit Cornélius Népos, son collaborateur et biographe. Après la mort de Cicéron, c’est lui probablement qui, après avoir exclu les lettres de son ami qui auraient pu le compromettre ou déplaire aux maîtres du moment (et toutes les siennes), a publié leur correspondance : le recueil ad Atticum comprend 454 lettres de Ciceron à Atticus. Avec les trois autres recueils publiés : lettres de Ciceron à son frère Quintus (ad Quintum fratrem), à Brutus (ad Brutum) et les lettres dites « familières » (ad Familiares), ce sont en tout 954 lettres qui nous sont parvenues.
Érudit, amateur d’art, féru de langue et de littérature grecques, à la tête d’une grande fortune qu’il veille à faire fructifier, mais adoptant un train de vie personnel relativement simple, Atticus se réclame de la philosophie d'Épicure. Il refuse de faire une carrière politique, ne veut pas prendre parti dans les conflits qui déchirent la République et s'exile volontairement en Grèce au début de la guerre civile entre Marius et Sylla. Il y reste une vingtaine d'années, fréquentant philosophes et artistes, aimé et admiré des Athéniens qui expriment le désir de lui élever une statue, ce qu’il refuse, fuyant les honneurs.
Voulant rester neutre politiquement, il apporte son aide financière à tous les chefs de partis, aussi bien à Caton et Pompée qu’à César, à Brutus, son assassin, qu’à Marc Antoine et Octave dont il devient un proche, échappant ainsi, au contraire de son ami Cicéron, aux tempêtes de la fin de la République romaine.

## Biographie

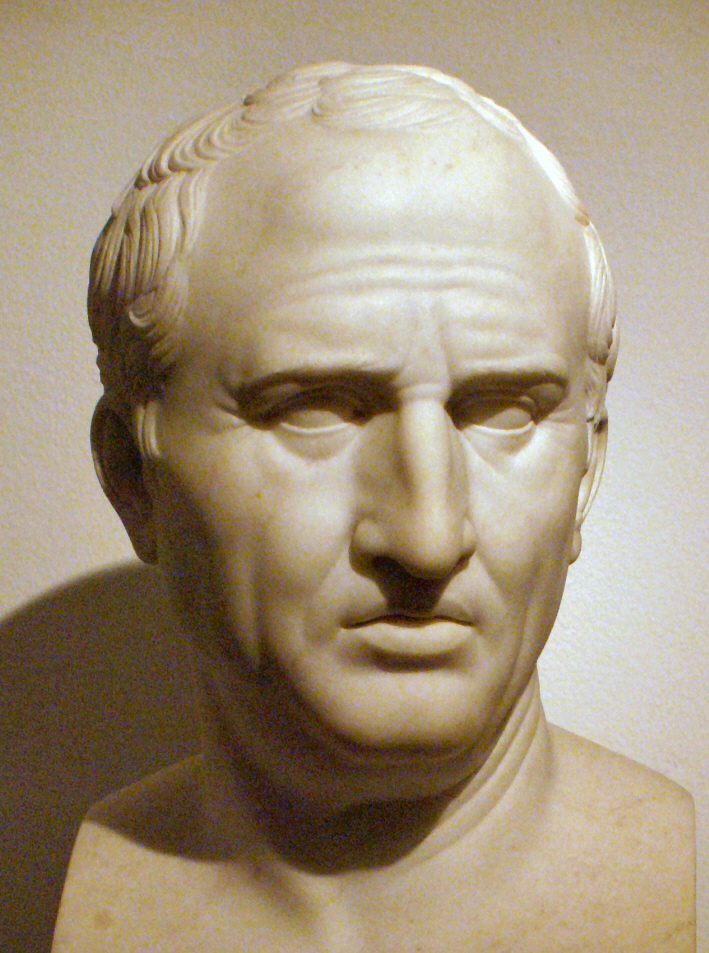
Marcus Tullius Cicero.
« De tous les correspondants de Cicéron, aucun n’entretint avec lui un commerce plus long et plus régulier qu’Atticus. Leurs relations durèrent, sans interruption et sans nuage, jusqu’à leur mort. À la moindre absence ils s’écrivaient, et, quand c’était possible, plus d’une fois par jour. Ces lettres tantôt courtes, pour échanger un souvenir rapide, tantôt longues et raisonnées, quand les événements étaient plus graves, folâtres ou sérieuses, selon les circonstances, qu’on écrivait en toute hâte, où l’on se trouvait, ces lettres contenaient toute la vie des deux amis ».

Né en 110, fils et neveu de banquiers riches et cultivés, il reçoit une excellente éducation et fait la connaissance de Cicéron, de quatre ans son aîné, en suivant à Rome les leçons du célèbre jurisconsulte Mucius Scævola. La mort prématurée de son père en 89 le place à la tête d’une grosse fortune (2 millions de sesterces). Érudit, fin lettré, capable d’écrire aussi bien en latin qu’en grec, bon orateur, il choisit en bon disciple d'Épicure d'éviter la carrière politique (cursus honorum)
      « Suave mari magno turbantibus aequora ventis

        E terra magnum alterius spectare laborem…»

       ( Il est doux, quand, sur la mer immense, les vents en soulèvent les houles, 

         de suivre, de la terre ferme, le spectacle de la dure épreuve qu’elles infligent aux autres )
Se sentant plus attiré par les affaires pour lesquelles il a goût et talent, il préfère vivre discrètement, avec un train de vie relativement simple, sans se désintéresser de la politique, mais en affichant une neutralité systématique, assez riche pour ouvrir sa bourse aux vaincus comme aux vainqueurs dans une période particulièrement troublée et instable. 
En 88 av. J.-C, au début de la guerre civile qui oppose Sylla et Caius Marius, le tribun de la plèbe Publius Sulpicius Rufus, qui a épousé sa cousine, ayant été étranglé dans les marais près d’Ostie, il décide de vendre tous les biens qu’il ne peut emporter pour éviter les proscriptions  et de quitter Rome pour Athènes. Son séjour en Attique dure plus de vingt ans et lui vaut le surnom d’Atticus. 
Avant son départ, il aide son camarade d'école, le fils de Caius Marius à fuir lorsqu'il est déclaré ennemi public en lui fournissant de l'argent. Mais en 84-83, il devient l'ami de Sylla qui séjourne plus d'un an à Athènes avant de revenir prendre le pouvoir en Italie. Ce dernier aurait bien voulu l'emmener avec lui à Rome mais Atticus répond qu'il ne faut pas lui demander de suivre Sylla pour servir son parti contre ses adversaires alors que précisément il a quitté l'Italie pour n'être pas leur partisan contre lui. 
En bon disciple d'Épicure, il a le culte de l'amitié, sachant se rendre disponible pour chacun, quelle que soit son opinion politique. « Aucun Romain ne s’est attaché autant d’amis » écrit Gaston Boissier dans Cicéron et ses amis. Sa sagesse, son érudition, son hospitalité, son caractère affable, sa propension à prendre part à toutes les afflictions des autres, sa richesse et sa neutralité politique aussi, son opportunisme peut-être, « cimentent les amitiés » comme dit Cicéron (ad Atticum, VII, 8). » et lui permettent de conforter sa fortune.  Il ouvre sa bourse à tous les chefs de parti, aidant Caton, Pompée à qui il fournit des œuvres d’art pour son théâtre, aussi bien que César à qui il prête de l’argent, Brutus son assassin à qui il fait cadeau de 400000 sesterces (Nepos, Atticus, 8,6). Il apporte son secours à son ami Marc Antoine en difficulté après la guerre de Modène (ce qui lui sauvera la vie en 43) , devient l'ami d'Octave, le futur Auguste, alors même que Marc Antoine est devenu pour ce dernier l'homme à abattre. 
À son retour à Rome en 65, il hérite, de son oncle banquier lui aussi, une fortune considérable (10 millions de sesterces) et devient l’un des plus riches chevaliers romains. En 56, il se marie, à 54 ans, avec une femme d’origine modeste dont il a une fille Attica. Son activité principale est la banque : il prête aussi bien aux particuliers qu’aux cités. Il y ajoute d'autres activités. Il possède de vastes domaines en Épire, dans la région de Buthrote et pratique l'élevage de grands troupeaux de moutons). Pour flatter le goût de ses amis fortunés, il pratique le courtage en objets d'art et l'édition. La possession d’une bibliothèque est alors un signe de richesse, les livres copiés à la main coûtant très cher. Il se charge de faire reproduire les œuvres par des esclaves copistes et devient éditeur de Cicéron dont les ouvrages se vendent bien. En 52, Cicéron en fait un protagoniste de son traité sur les Lois (De Legibus). En 44 et à la demande d'Atticus, Cicéron rédige deux petits traités qu'il lui dédie, sur la vieillesse (Cato Maior de Senectute) et sur l'amitié (Laelius de Amicitia), deux choses qu'ils partagent. Activité plus surprenante pour un philosophe, connaissant les goûts du public pour les combats d'arêne, il possède une école de gladiateurs dont il loue les services aux cités qui organisent des fêtes. 
En mars 44, après l'assassinat de César, il refuse de prendre parti, ayant des amis dans les deux camps, contrairement à Cicéron qui soutient les meurtriers de César et prend la tête au sénat des opposants à Marc Antoine. (voir Philippiques). Au moment où celui-ci est déclaré ennemi public par le sénat, il protège Fulvie, sa femme restée à Rome et menacée dans ses biens et dans sa vie. « Il est certain, écrit Pierre Grimal,que cette volonté de servir ses amis, de les aider à traverser les crises les plus graves, cette aspiration à la clémence, répondent à la nature d'Atticus, à sa douceur spontanée, mais aussi à sa philosophie. »
En 43, lorsque Marc Antoine se réconcilie avec Octave, il est d'abord inscrit, comme ami de Cicéron (égorgé le 7 décembre), sur une liste de proscription, mais il est amnistié par Marc Antoine qui le reçoit et dont il devient le familier. Il profite de l’entente provisoire entre les deux hommes pour devenir aussi l’ami d’Octave, mariant sa fille Pomponia Attica avec son bras droit Agrippa, puis fiançant sa petite-fille Vipsania Agrippina âgée d’un an avec son beau-fils Tibère (elle l'épousera  en 20 ou 16 av. J.-C.).
Ciceron semble avoir considéré Atticus comme son seul véritable ami. « Et toi, dont si souvent l’entretien et les conseils ont soulagé ma peine et mon angoisse, qui est l’allié constant de ma vie publique, le confident de toute ma vie intime, qui a part à tout ce que je dis et à tout ce que je décide, où es-tu donc ? (…) Je t’attends, je désire ta présence, je t’appelle même dès maintenant. Il y a bien des choses qui m’inquiètent, m’oppressent : il me semble que si je pouvais les confier à ton oreille en une seule promenade, je m’en trouverais soulagé. »
Prudent, maître de soi, calculateur, Atticus ne ménage pas ses conseils pour aider Cicéron qui s’interroge souvent sur la conduite à suivre dans les conflits politiques qui déchirent la République sans fâcher l’un ou l’autre.
Jérôme Carcopino lui a reproché, dévoué à Cicéron tant qu’il a vécu, de le trahir après sa mort (7 décembre 43 av. J.-C.) en devenant l’ami d’Antoine, son assassin. Puis, à la fin de sa vie, pour gagner l’amitié d’Octave, le vainqueur d’Antoine, de divulguer les lettres intimes de Cicéron à des fins de propagande, pour nuire à la réputation de ce dernier.

### Famille
Son père mourut quand il était très jeune. Sa sœur Pomponia est mariée à Quintus Tullius Cicero, frère cadet de Cicéron, et lui donne, avant de divorcer en 45 ou 44, un fils Quintus qui sera exterminé avec son père lors de la proscription de 43. 
Sa fille Pomponia Attica est la première épouse d'Agrippa, l'ami d'Octave, le futur empereur Auguste. Sa petite-fille Vipsania Agrippina est la première femme de Tibère et lui donne un fils Julius Caesar Drusus, successeur potentiel de son père, mort empoisonné par Séjan.

### Décès
En 32 av. J.-C., Atticus était parvenu à l'âge de soixante-dix-sept ans lorsqu'il fut atteint d'une maladie qui devait lui être fatale. Pendant trois mois, le mal parut bénin, puis soudain s'aggrava considérablement. Lorsque ce fut le cas, poursuit Népos, il fit appeler son gendre et ses amis et leur dit :
« Il est inutile de vous rappeler l'attention et les soins que j'ai apportés au rétablissement de ma santé : vous en avez été les témoins. Je crois vous avoir satisfaits à cet égard et n'avoir rien négligé pour ma guérison ; il ne me reste plus qu'à me satisfaire moi-même. Je n'ai pas voulu vous laisser ignorer ma résolution : je suis décidé à ne plus nourrir mon mal ; tous les aliments que j'ai pris ces jours-ci n'ont prolongé ma vie que pour augmenter mes douleurs, sans espoir de salut. Je vous prie donc d'approuver mon dessein et de ne point vous y opposer : vos efforts seraient inutiles ».
« Il passa deux jours sans prendre de nourriture », continue Cornelius Népos, « après quoi la fièvre le quitta. La maladie parut diminuer mais il persista dans sa résolution, et mourut cinq jours après, le trente et un mars, sous le consulat de Cn. Domitius et de Caius Sosius. Son corps, porté dans une simple litière, ainsi qu’il l’avait ordonné, et sans aucune pompe, fut accompagné de tous les gens de bien et suivi d’une foule immense. Il fut enterré près de la voie Appienne, à cinq mille de Rome, dans le tombeau de son oncle Cécilius. »

## Postérité
L'historien et latiniste Pierre Grimal a rédigé une autobiographie fictive de Pomponius Atticus, romancée, mais basée sur les connaissances historiques de la vie publique, sociale, économique et intellectuelle de la Rome de la fin de la République.

#### Ouvrages antiques
- Cornelius Nepos, Vies des grands capitaines, Paris, coll. « Collection des Auteurs latins (Nisard) », 1850 (lire en ligne), chap. 25
- Cicéron (trad. Robert Combès), Laelius de Amiticia, Paris, Les Belles Lettres, 1971

#### Études modernes
- Gaston Boissier, Cicéron et ses amis : étude sur la société romaine du temps de César, Paris, Hachette, 1888, (ASIN B07NQML9BJ).
- Gaston Boissier, « Atticus éditeur de Cicéron », Revue archéologique, nouvelle série, VII, janvier-juin 1863, p. 93-102 (en ligne).
- Jérôme Carcopino, Les secrets de la Correspondance de Cicéron, t. 1 et 2, L'artisan du livre, 1947 (réimpr. 1957).
- (en) Alice Hill Byrne, Titus Pomponius Atticus, chapters of a biography, Bryn Mwar (Pennsylvanie), 1920, 102 p.
- (de) Olaf Perl Witz, Titus Pomponius Atticus. Untersuchungen zur Person eines einflussreichen Ritters in der ausgehenden römischen Republik, Stuttgart, Fr. Steiner, coll. « Hermes EinzelSchriften » (no 58), 1992, 151 p. (ISBN 3-515-06170-3)

Élisabeth Deniaux, « compte-rendu de présentation », L'antiquité classique, t. 65,‎ 1996, p. 485-487 (lire en ligne)

#### Ouvrages romancés
- Pierre Grimal, Les mémoires de Pomponius Atticus, Belles Lettres, 1976, 237 p. (ISBN 978-2-251-33402-8).
- Pierre Grimal, « Les mémoires d'un sage », dans Rome et l'Amour, 2007, 1030 p. (ISBN 978-2-221-10629-7)